# Polo (kleding)

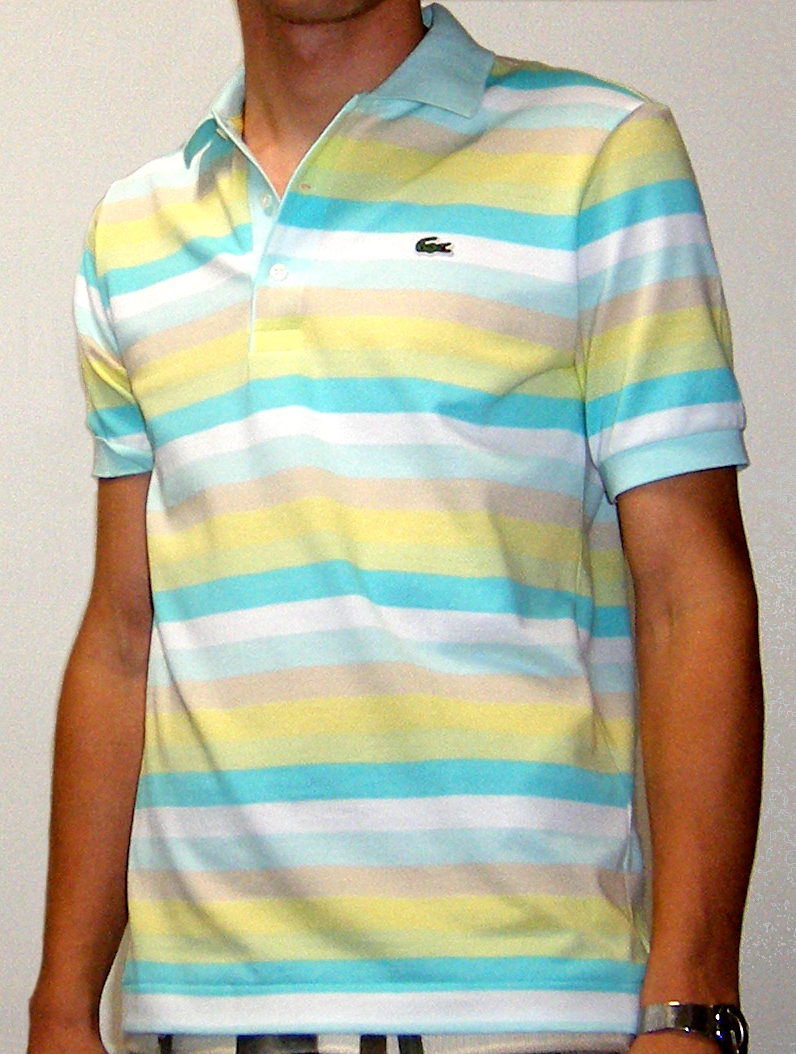
Een Lacoste-polo

Een poloshirt of kortweg polo is een kledingstuk met korte (geribde) mouwen en een kraag zoals dat van een overhemd en een korte sluiting met knoopjes aan de voorkant. De polo kent zijn oorsprong in de vrijetijdskleding van de hogere sociale klassen en wordt nog altijd beschouwd als ietwat geklede vrijetijdskleding. Polo's kunnen zowel in als boven de broek gedragen worden.

## Geschiedenis
Het poloshirt werd in de jaren twintig van de twintigste eeuw ontworpen door de Franse tenniskampioen René Lacoste. In die tijd speelde men volgens de etiquette van het tennis in een wit poplin overhemd met lange mouwen. De warme Amerikaanse zomers maakten het dragen van deze shirts, met name voor professionals, weinig comfortabel. Lacoste ontwierp het poloshirt voor eigen gebruik en droeg hem voor het eerst in 1926. In 1933 bracht Lacoste, in samenwerking met zijn vriend André Gillier, het poloshirt op de markt. Dit was een groot succes. De naam Lacoste is onlosmakelijk met de polo verbonden geraakt, en Lacoste is tot op de dag vandaag, naast Ralph Lauren, een van de belangrijkste producenten van kwaliteitspolo's. Pas in de jaren zestig trad het poloshirt uit z'n sportieve context en werd het gemeengoed in het straatbeeld.